# الدراسات الفقهية على مذهب الإمام الشافعي (كتاب)
الدراسات الفقهية على مذهب  الإمام الشافعي كتاب يعد من أهم المراجع المعاصرة التي تتناول الفقه على المذهب الشافعي. ألفه الشيخ خالد عبد الله الشقفة.